# محمد جبل
محمد جبل (عربی: محمد جبل؛ زادهٔ ۲۱ ژانویهٔ ۱۹۸۴) بازیکن والیبال اهل مصر است.